# El hombre creador de energía
El hombre creador de energía es el nombre que recibe una escultura de bronce y concreto de 18 metros de altura, esculpida por el escultor colombiano Rodrigo Arenas Betancourt emplazada desde 1968 en el costado sur de la Plazoleta de Central de la Ciudad Universitaria de Antioquia  frente al Museo Universitario. La escultura representa un hombre y una mujer en la cúspide de una flor de concreto con sus brazos y manos extendidos hacia arriba, y simboliza "al hombre nuevo, navegante del mañana, de cara al sol, frente a los caminos cósmicos, entre explosiones, cataclismos y tinieblas siderales".
La obra fue inaugurada junto con el campus, al igual que el Prometeo-Cristo cayendo ubicado en el bloque administrativo y el mural El hombre ante los grandes descubrimientos de la naturaleza de Pedro Nel Gómez al costado norte de la biblioteca.

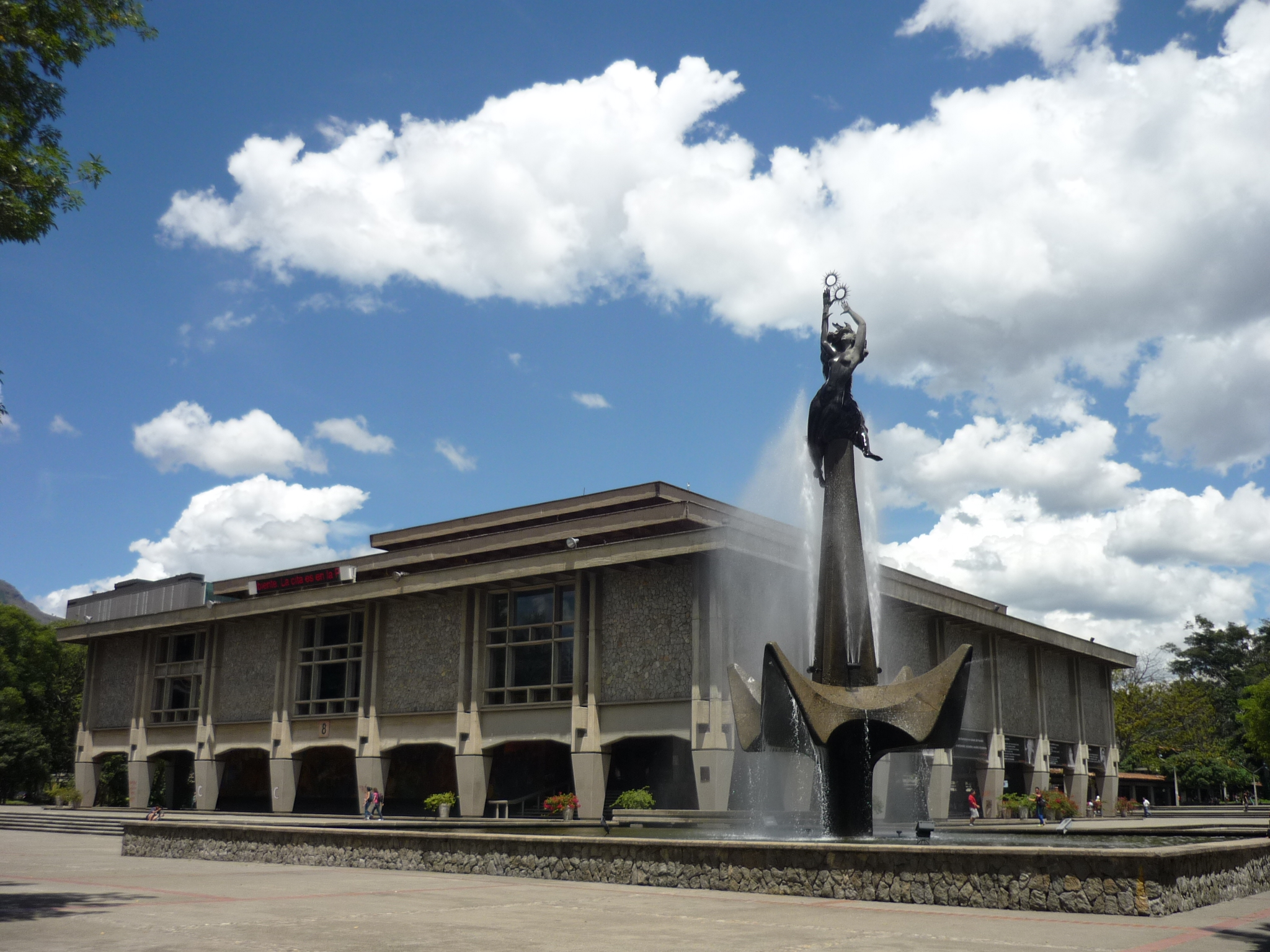
La escultura, con la biblioteca detrás.

Mientras se terminaba El hombre creador de energía, Arenas Betancourt inició la construcción de los Lanceros del Pantano de Vargas, ubicados en Paipa, considerada una de sus obras cúspide.